# Łukasz Szukała
Łukasz Szukała, né le 26 mai 1984 à Gdańsk, est un footballeur polonais. Il évolue au poste de défenseur central. Il est sélectionné en équipe nationale de Pologne à partir de 2013.

## Biographie

### Club
Szukała grandit en Allemagne, dont il possède la nationalité.
En 2010, Szukała par en Roumanie. Il joue pour Gloria Bistrița, puis en 2011 signe à l'Universitatea Cluj.
L'été suivant, il est transféré au Steaua Bucarest, le plus grand club de Roumanie. Il remporte le championnat en 2013, 2014 et 2015. En 2014, il est nommé meilleur joueur étranger du championnat, la Liga I.
Le 3 janvier 2015, alors qu'il ne lui reste plus que six mois de contrat avec le Steaua, il signe avec le club d'Al-Ittihad, en Arabie saoudite. Les deux clubs s'entendent pour un transfert immédiat.

### Carrière internationale
Szukała fait sa première apparition avec l'équipe nationale de Pologne face au Danemark en 2013. 
Il inscrit son premier but avec la sélection le 7 septembre 2014 lors d'une victoire face à Gibraltar.

## Palmarès
- Champion de Roumanie en 2013, 2014 et 2015 avec le Steaua Bucarest
- Vainqueur de la Coupe de Roumanie en 2015 avec le Steaua Bucarest
- Vainqueur de la Coupe de la Ligue roumaine en 2015 avec le Steaua Bucarest
- Vainqueur de la Supercoupe de Roumanie en 2013 avec le Steaua Bucarest